# 2009-es Billboard Japan Music Awards
A 2009-es Billboard Japan Music Awards zenei díjátadót 2010. január 31-én tartották meg a tokiói Billboard Live Tokyo épületében.

## Jelöltek
A nyertesek félkövérrel szedve.

### Slágerlistás kategóriák
Hot 100 of the Year
- B’z – Icsibu

Top Album of the Year
- Exile – Exile Ballad Best

Hot 100 Airplay of the Year
- Rock ’A’ Trench – My SunShine

Hot 100 Singles Sales of the Year
- Akimoto Dzsunko – Ai no mama de…

Adult Contemporary of the Year
- The Black Eyed Peas – I Gotta Feeling

Classical Albums of the Year
- Cudzsii Nobujuki – Debut

Jazz Albums of the Year
- Uehara Hiromi – Place to Be

Independent of the Year
- Flumpool – Unreal

Overseas Soundtrack Albums of the Year
- Michael Jackson – This Is It

### Különdíjak
US Billboard Publisher’s Award
- Judith Hill, BoA

Billboard Japan Special Award
- Vamps

K-pop New Artist of the Year
- After School

New Artist of the Year
- Júszuke

### Művész kategóriák
Artist of the Year
Nyertes: Exile
További jelöltek: az alábbi öt kategória 148 jelöltje.
Top Pop Artists
Nyertesek:
- Ai
- Exile
- Kobukuro
- Remioromen

További jelöltek:
- Abe Mao
- Aiko
- Ajaka
- AKB48
- Akimoto Dzsunko
- Amuro Namie
- Angela Aki
- Aojama Thelma
- Aqua Timez
- Arasi
- Arasi, Jano Kenta starring Satoshi Ohno
- B’z
- Backstreet Boys
- The Black Eyed Peas
- Bon Jovi
- Coming Century
- Curuno Takesi
- Dómoto Cujosi
- Dómoto Kóicsi
- Dreams Come True
- Dreams Come True feat. Fuzzy Control
- Eminem
- Fukujama Maszaharu
- Funky Monkey Babys
- Girl Next Door
- Glay
- Greeeen
- Green Day
- Halcali
- Hamaszaki Ajumi
- Hara Júko
- The Hiatus
- Hikava Kijosi
- Hirai Ken
- Ikimono-gakari
- Jamasita Tacuró
- Jamasita Tomohisza
- Jason Champion
- Jejung & Yuchun (from Tóhósinki)
- Juju with Jay’ed
- Júszuke
- Juzu
- Kanjani Eight
- Kató Miliyah×Simizu Sóta
- KAT-TUN
- Keri Hilson
- Kimura Kaela
- KinKi Kids
- Kumi Kóda
- Kumi Kóda×Misono
- Kuraki Mai
- Laura Izibor
- Leona Lewis
- Mamas Gun
- Michael Jackson
- Mika
- Misia
- Morning Musume
- Mr. Children
- Nakasima Mika
- Natty
- News
- Norah Jones
- NYCboys, Nakajama Júma w/B.I.Shadow
- Ócuka Ai
- Perfume
- Rjó-szan
- Rock ’A’ Trench
- The Shigotonin
- SMAP
- Sónan no kaze
- Steve Appleton
- Súcsisin
- Superfly
- Szakai Jú
- Takeucsi Marija
- Tegomass
- Tóhósinki
- U2
- Unicorn
- Utada
- Uverworld
- V6
- Wagner Love
- Yui

Jazz Artist of the Year
Nyertes:
- Akiko

További jelöltek:
- Chick Corea & Return to Forever
- Diana Krall
- The Five Corners
- George Benson
- Hi-Five
- Hilary Kole
- Indigo Jam Unit & Flex Life
- John Coltrane
- Julee Karan
- Keith Jarrett Trio
- Kenichiro Nishihara
- Kenny Barron Trio
- Kikucsi Narujosi y Pepe Tormento Azcarar
- Kon Cujosi
- Madeleine Peyroux
- Melody Gardot
- Norah Jones
- Onisi Dzsunko
- Quasimode
- Soil & "Pimp" Sessions
- Sophie Milman
- Stanley Clarke, Uehara Hiromi, Lenny White
- T-Square
- Uehara Hiromi

Classic Artist of the Year
Nyertes:
- Cudzsii Nobujuki

További jelöltek:
- Alice Sara Ott
- Haneda Hiromi
- Hayley
- Ingrid Fujiko Hemming
- Ivai Naohiro
- Jevgenyij Mravinszkij
- Kamio Majuko
- Libera
- Mijamoto Emiri
- Muradzsi Kaori
- Simon Rattle

Independent Artist of the Year
Nyertes:
- HY

További jelöltek:
- AK-69
- AK-69 a.k.a Kalassy Nikoff
- Ali Project
- An Cafe
- Arctic Monkeys
- DS455
- Fact
- Flumpool
- Gackt
- Granrodeo
- Hawaiian6
- Jazava Eikicsi
- John Frusciante
- Karijusi58
- Ken
- Mongol800
- Nothing’s Carved in Stone
- Szótaiszei riron
- Vamps